# Les tres germanes (Irlanda)

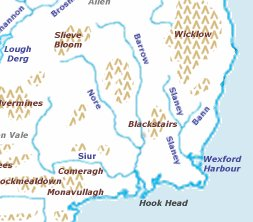
Mapa de situació de Les tres germanes (Irlanda).

Les tres germanes (en anglès: The Three Sisters) són tres rius de la República d'Irlanda: el riu Barrow, el riu Nore i el Suir. El Suir i el Nore sorgeixen en la mateixa zona muntanyosa al comtat de Tipperary, a prop de  Devils Bit, mentre que el Barrow sorgeix en les muntanyes Slieve Bloom al comtat de Laois. Els tres desemboquen al mar a la badia al sud-oest de la ciutat de Waterford. Al llarg del seu curs, drenen una gran porció de la part meridional de l'illa, incloent-hi el comtat de Tipperary, el comtat de Carlow, el comtat de Kilkenny, el comtat de Wexford i el comtat de Waterford, entre d'altres.
El pont de Barrow en creua dos de "Les tres germanes", el Nore i el Barrow. S'uneixen després al riu Suir just corrent a baix del pont. Aquest lloc és conegut en irlandès com Cumar na dTrí Uisce, «la confluència de les tres germanes».
En els temps antics, la zona estava limitada pel Suir i el Barrow formant el petit regne  d'Osraige. Aquest nom es conserva avui a les diòcesis tant de l'Església Catòlica com de l'Església d'Irlanda.

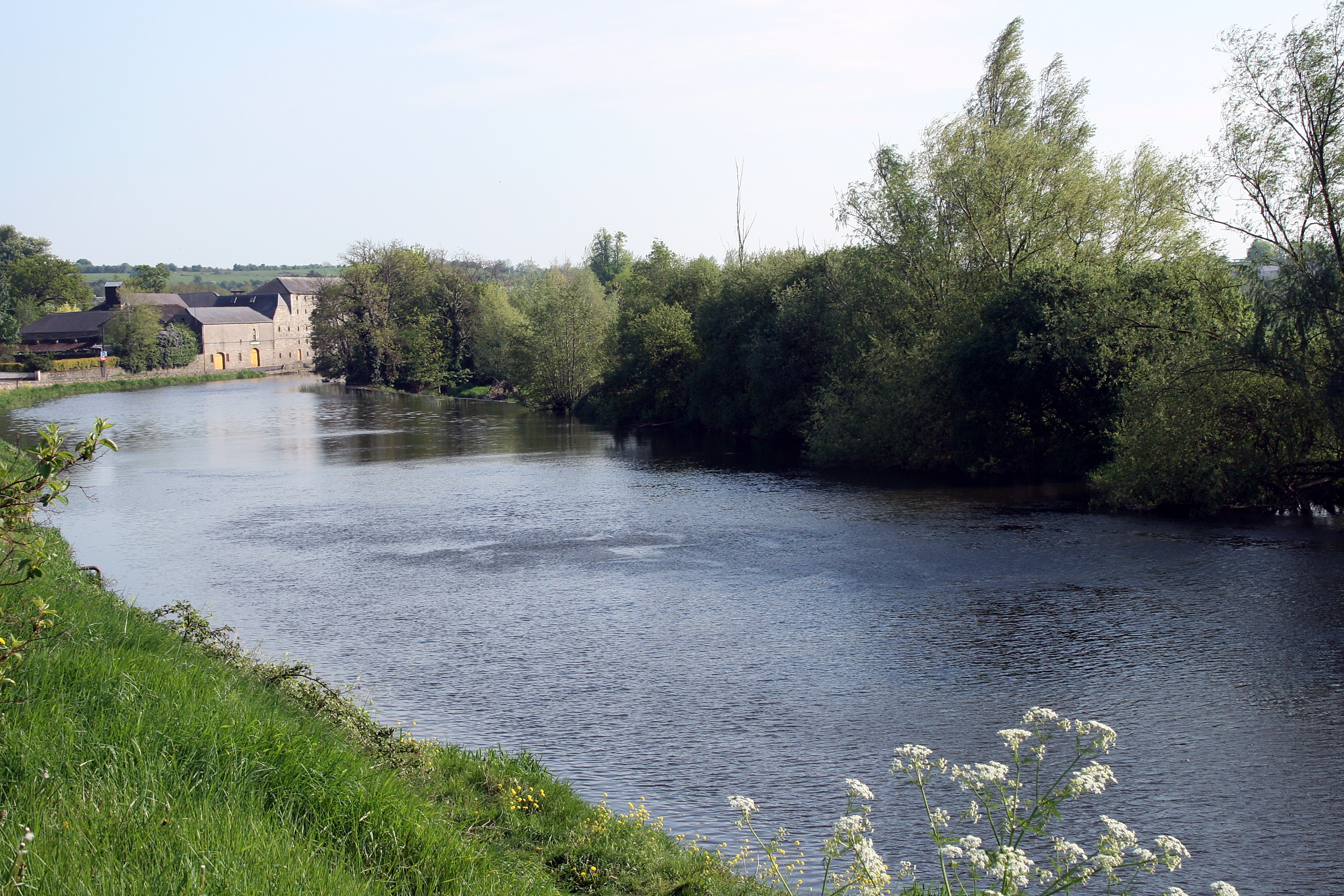
Riu Barrow
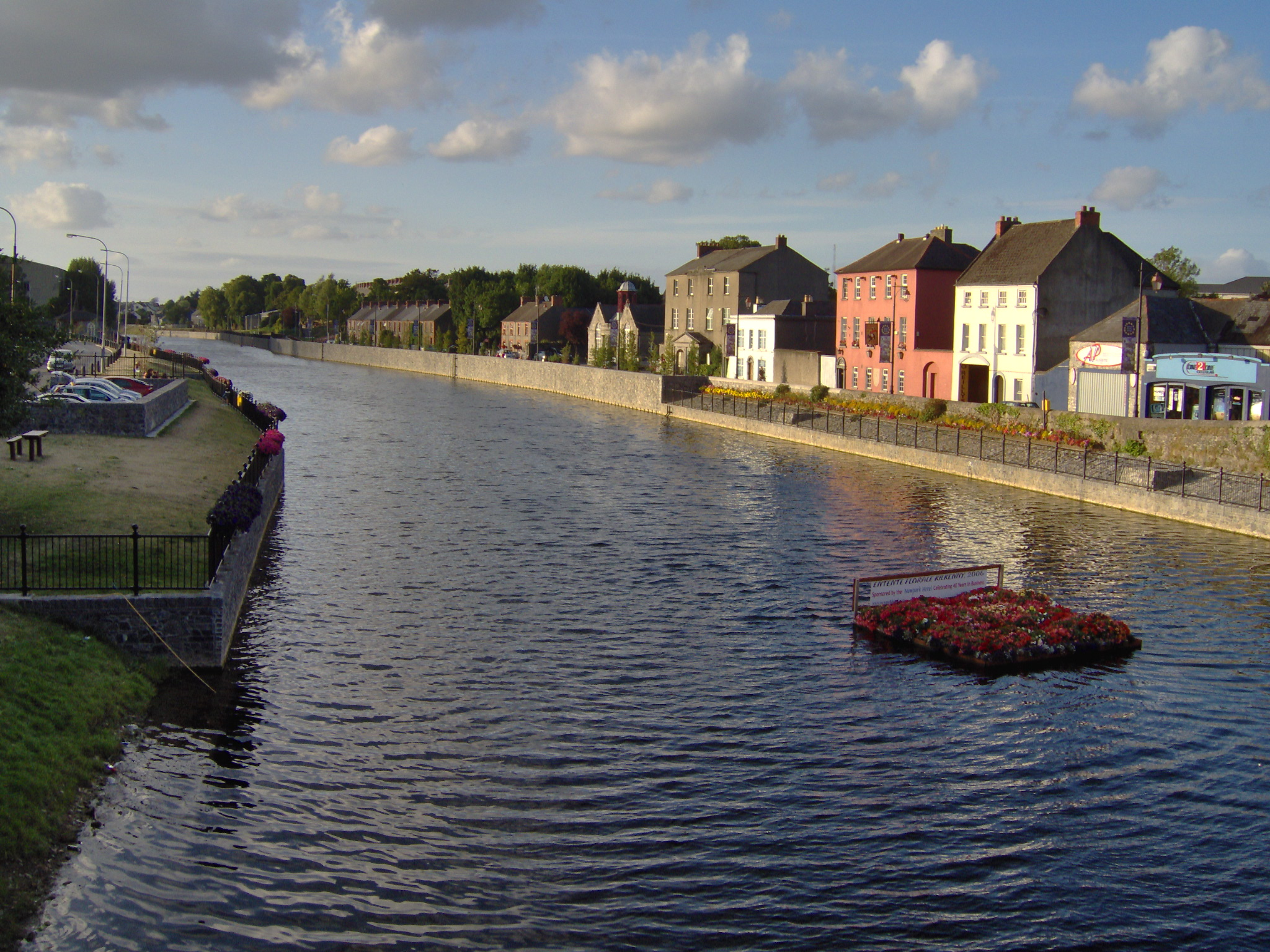
Riu Nore
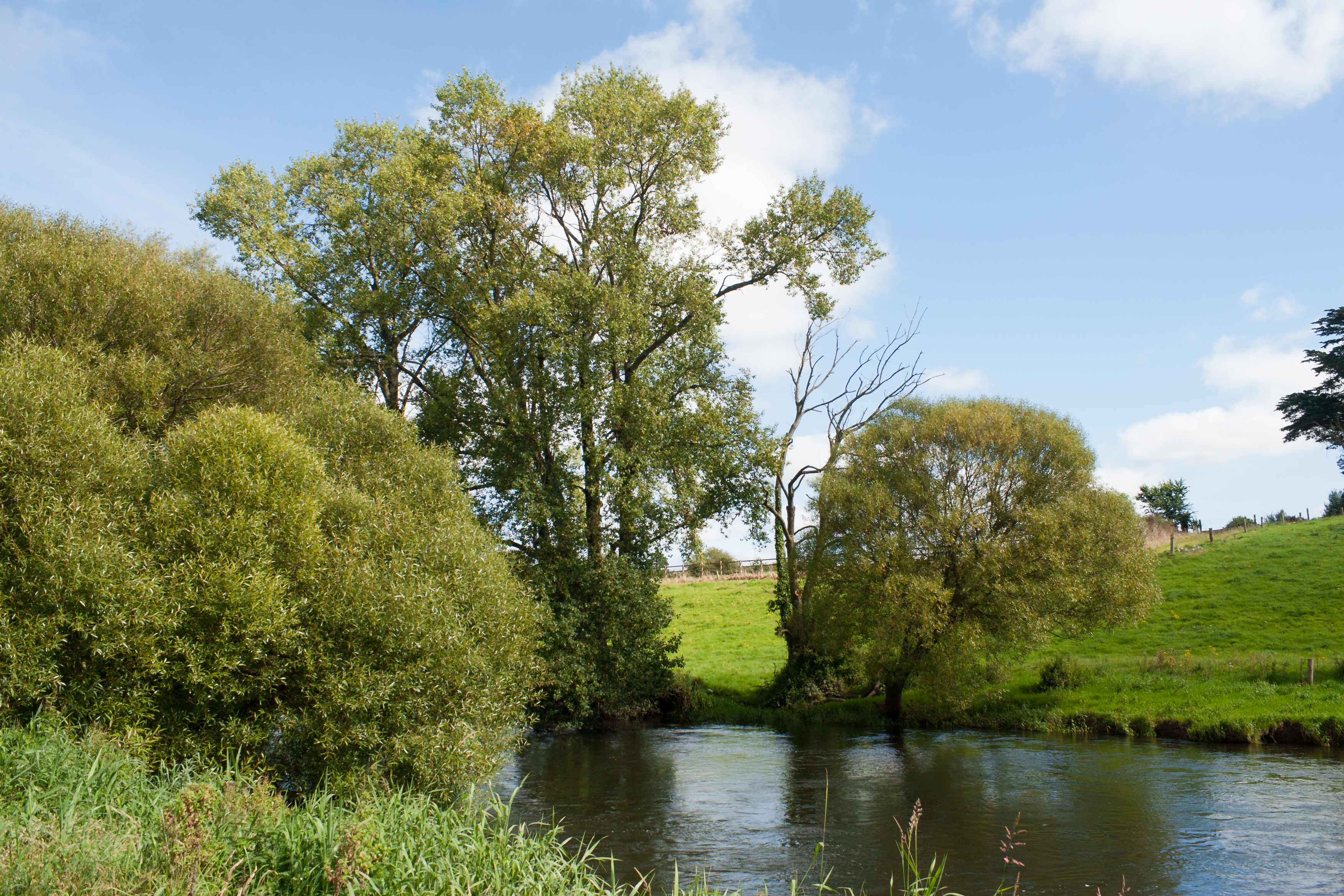
Riu Suir